# Талих, Ян (младший)
Ян Талих (чеш. Jan Talich; род. 11 марта 1967) — чешский скрипач, дирижёр, музыкальный педагог.
Учился в Пражской музыкальной академии у Вацлава Снитила, затем — в США у Шмуэля Ашкенази. В 1989 г. занял первое место на международном конкурсе скрипачей имени Вацлава Хумла (Хорватия). В 1992 г. основал в Праге свой камерный оркестр, с которым выступал как дирижёр и солист, записав несколько концертов Вольфганга Амадея Моцарта. В 1998 г. сменил Петра Месьерера в роли первой скрипки Квартета имени Талиха, основанного его отцом Яном Талихом-старшим, а в 2000 г. принял от отца руководство ансамблем. В середине 1990-х гг. Талих-младший выступал также в составе струнного трио имени Кубелика, широко пропагандировавшего чешскую камерную музыку и записавшего все трио Дворжака, Сметаны и Йозефа Сука.
С 2008 г. главный дирижёр Южночешского филармонического оркестра.